# الأميرة الصغيرة
الأميرة الصغيرة هي رواية للأطفال صدرت عام 1905 بقلم فرانسيس هودسون برنيت، وهي نسخة موسعة من قصة قصيرة لبورنيت صدرت عام 1888 بعنوان (سارة كرو: أو ما حدث في دار الآنسة مينشن) والتي نُشرت أولاً على شكل سلسلة في مجلة سان نيكولاس بين عامي 1887 – 1888.
وفقا لبورنيت، فقد نشرت القصة بعد إنتاج المسرحية عن القصة عام 1902، فقد طلب منها الناشر توسيعها إلى رواية بوضع الأشياء والناس التي تم استبعادها في المسرحية." عنوان الكتاب الأصلي هو “الأميرة الصغيرة: القصة الكاملة لسارة كما تروى لأول مرة" ونشرت من قبل أبناء تشارلز سكريبنر مع رسوم توضيحية بريشة أثيل فرانكلين بيتس.
استناداً إلى استطلاع على الإنترنت عام 2007، صنفت الرابطة الوطنية للتعليم هذا الكتاب ضمن “أفضل مائة كتاب يختاره المعلمون للأطفال". وكان أحد "أفضل 100 كتاب مجزء لفصول" على الإطلاق في استطلاع عام 2012 أعدته جريدة سكول لايبراري.